# Dobrosav Krstić
Dobrosav Krstić (Novi Sad, 1 de outubro de 1934) é um ex-futebolista iugoslavo, medalhista olímpico. 

## Carreira
Dobrosav Krstić fez parte do elenco medalha de prata, nos Jogos Olímpicos de 1956.

## Ligações Externas
- Perfil de Dobro